# Історія Ємену
Ємен — найсприятливіша в природно-кліматичному сенсі частина Аравії. Гірські хребти, що захищають річкові долини від посухи, створили тут добрі умови для заняття людей землеробством. Крім того, особливістю Ємену є місцеві дерева, з яких з давніх-давен виробляли пахощі та експортували їх в різні країни світу. Тривалий час вони були головним прибутком місцевого населення. Також важливу роль завжди відігравав морський шлях із Середземномор'я в Індійський  океан вздовж берегів країни. Ємен був ареною боротьби на своїй території різних релігій — язичництва, християнства, юдаїзму, ісламу та різних їхніх течій.

## Древня ісередньовічнаісторія

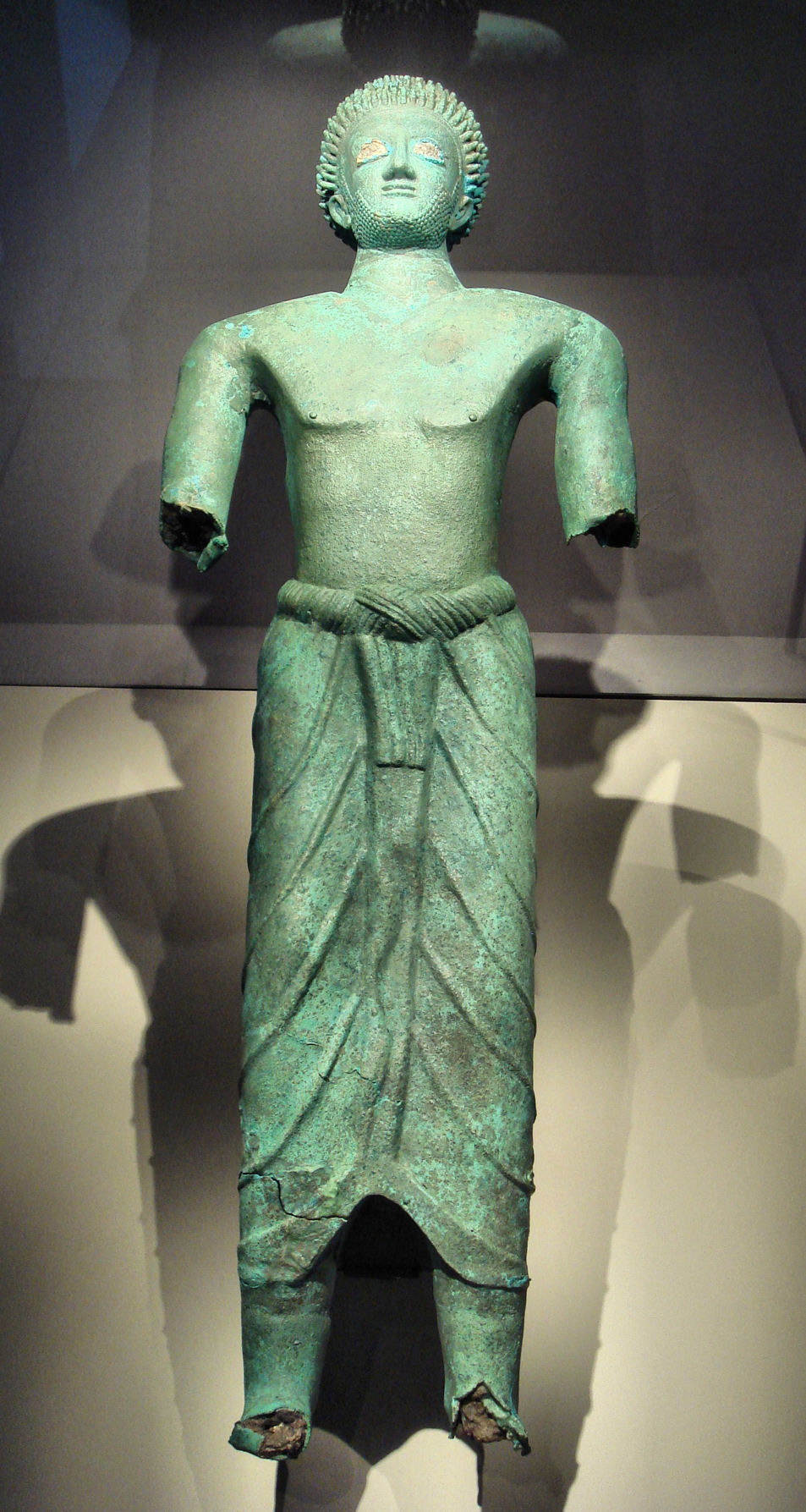
«Бронзова людина» (6-5 століття до н.є.)знайдена на території сучасного Ємену. Лувр.

Найраннішою з відомих цивілізацій на території сучасного Ємену була держава Маїн, яка існувала II тис. до н. е. Надалі вона увійшла до складу держави Саба, про рівень її розвитку можна судити з того що вже у VIII ст. до н. е. там була створена велика іригаційна система, вода до якої надходила з величезного водосховища, побудованого у столиці країни місті Марібе.
В античні часи територію сьогоднішнього Ємену географи називали Аравія Родюча через відносну родючість тамтешніх ґрунтів.
З кінця ІІ до початку І тис. до н. е. територія Ємену входила до складу різних тогочасних держав.
У І ст. н. е. Сабейське царство увійшло до складу Хим'яритського царства, яке поширило свої володіння на схід, включаючи Хадрамаут.
У IV ст. в Ємен вдерлися війська Аксумського царства, яке знаходилося на території сучасної Ефіопії. Задовго до нашої ери в Ємен стали переселятися євреї, а у період ефіопського правління тут з'явилися і християни — під час правління ефіопського намісника Абрахама в Сані була побудована велика церква. У 525 році аксумські правителі були розбиті персами, через півстоліття була зруйнована і знаменита Марібеська гребля. У 628 році останній перський губернатор Ємену прийняв іслам.
Розкол між сунітською та шиїтською гілками ісламу проявився в Ємені дуже рано. У гірських районах півночі, в Іббе, пануючі позиції зайняли зейдити,- послідовники помірного напрямку в шиїзмі, а на півдні, в Тіхамі, а також у Хадрамауті панували суніти,- головним чином послідовники шафіїтської релігійно-юридичної школи. Принципи зейдитського теократичного правління були закладені в IX ст. імамом аль-Хаді. Протягом кількох наступних століть Ємен перебував під владою різних мусульманських династій — Аббасидів, Фатімідів, Аюбідів, а також мамелюків і турків-османів.

## Нова історія
- У XVI ст. Ємен було захоплено Османською імперією.
- 1597 у країні почалося повстання під керівництвом зейдітського імама аль-Касема, який заснував власну сильну теократичну державу.
- У XVIII ст. Ємен занепав, і Османська імперія знову пред'явила на нього свої права.
- У 1872 Турки-османи захопили частину країни, включаючи Сану, і залишалися номінальними правителями країни, аж до 1918.
- На схід від Адена виникли маленькі незалежні емірати і султанати, такі як Лахдж в 1728.
- У 1839 Аден був зайнятий британськими військами, які мали за мету запобігти захопленню його фактично незалежним єгипетським правителем Мухаммедом Алі. Цей порт, що знаходився під юрисдикцією Британської Індії, перетворився на один з найважливіших торгових і перевалочних пунктів з швидко зростаючим населенням всього арабо-азійського реґіону. Його значення особливо зросло після відкриття Суецького каналу.

Велика Британія уклала угоди про протекторат з 24 дрібними князівствами, які розташовувалися на північ і схід від Адена.

## Ємен в 1918—1990

### Північ (ЄАР)

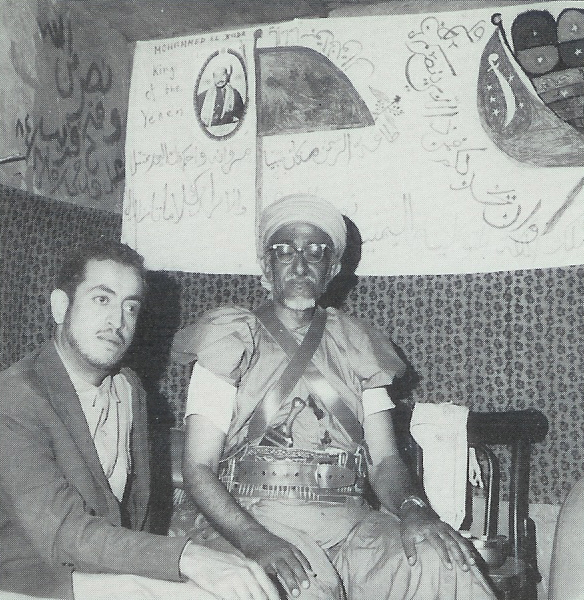
Імам Абдуррахман бен Ях'я

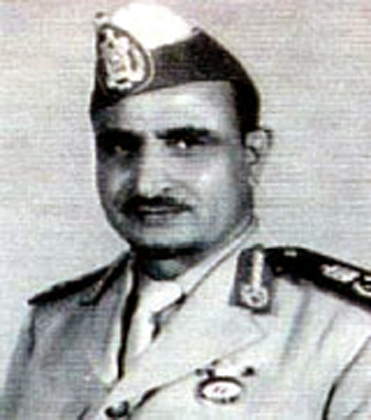
Абдалла ас-Салял

Північний Ємен здобув незалежність в 1918, після поразки Османської імперії у Першій світовій війні. Його претензії на Асір на півночі і протекторати на півдні не були задоволені через захоплення Асіру новоствореною Саудівською державою. На цьому ґрунті у 1934 виник військовий конфлікт між Єменом і Саудівською Аравією, у якому саудівські війська отримали перемогу, притому усього за півтора місяця Ємен був розгромлений і майже повністю окупований саудівськими військами. Остаточній анексії Ємену запобігло тільки втручання Великої Британії та Італії, що бачили в цьому загрозу своїм колоніальним інтересам. Військові дії були припинені після підписання Таїфського договору (23 червня 1934 р.), за яким Саудівська Аравія добилася визнання урядом Ємену входження в її склад Асіра, Джизана і частини Наджрана. Остаточна демаркація кордону з Єменом була проведена в 1936 році.
У 1948 імам Ях'я був убитий групою опозиціонерів, які виступали проти консерватизму і жорсткого стилю правління. Після внутрішньо-кланової боротьби його місце зайняв його син Ахмед. У 1956 Ахмед уклав військові союзи з Єгиптом, Сирією і звернувся по допомогу до Радянського Союзу. У 1958 Ємен увійшов до складу з Об'єднаною Арабською Республікою (Єгипет і Сирія) утворивши конфедерацію Об'єднані Арабські держави, яка була розпущена в 1961.
Проте режим Ґамаля Абдель Насера в Єгипті, бувши номінальним союзником єменського імама, був далекий від його беззастережної підтримки. Незабаром єменські збройні сили перетворилися на центр опозиції до влади імама Ахмеда.
Протягом кількох днів після смерті імама Ахмеда і вступу на престол його сина Мухаммеда аль-Бадра у вересні 1962 група офіцерів на чолі з полковником Абдаллою ас-Салялем захопила владу в Сані і проголосила про скасування монархії, натомість Ємен став республікою. Більшість племен північного сходу, підтримувані Саудівською Аравією, об'єдналися навколо імама, тоді як західні та південні райони країни стали набік республіканців, які отримали підтримку єгипетських військ.
Після поразки Єгипту у шестиденної війни з Ізраїлем у 1967 єгипетські війська полишили Ємен, а Саудівська Аравія натомість погодилася припинити втручання у внутрішні справи країни. Ас-Саляль був зміщений зі своєї посади, а новий президент Абаар-Рахман аль-Арьяні звернувся за підтримкою до СРСР. У відповідь Саудівська Аравія відновила надання допомоги монархістам. Можливість швидкого захоплення Сани прихильниками монархії змусила СРСР організувати повітряний міст для порятунку міста. Саудівська Аравія, не бажаючи подальшого залучення СРСР у справи регіону, призупинила допомогу імаму. Імам був зміщений, і республіканці встановили свою владу на більшій частині території Північного Ємену. У квітні 1970 громадянська війна в країні закінчилася — було підписано угоду, за якою колишні монархісти отримали кілька місць в уряді.
- У 1974 владу захопила група офіцерів на чолі з полковником Ібрахимом аль-Хамді. Вся повнота влади в країні перейшла до сформованого військовими Раді командування.
- У 1977 аль-Хамді був убитий, його місце зайняв полковник Ахмед аль-Гашімі, який загинув у 1978 під час вибуху бомби. Новим президентом став підполковник Алі Абдалла Салех. Показово, що при кожній зміні керівництва більшість цивільних технократів зберігало свої посади, а посада прем'єр-міністра, наприклад, регулярно переходила від аль-Арьяні до Абд аль-Азізу Абд аль-Гані і назад. У період правління аль-Гашімі було скликано Установчі народні збори, що мали переважно дорадчі функції. Велика частина його депутатів була призначена військовими. Опозиційні сили об'єдналися в рамках лівого Національно-демократичного фронту (НДР), який підтримувався НДРЄ.
- У 1982 Установчі народні збори було перетворено в більш представницький орган, Загальний народний конгрес, в якому 70 % депутатів обиралися на виборах, а інші призначались опозицією.
- У 1985 були проведені вибори в місцеві ради, що стало черговим кроком у підготовці загальнонаціональних виборів у 1988. Салех отримав підтримку більшості населення, а входження НДРЄ до складу ЄАР через два роки було сприйнято як тріумф нової влади.

### Південь (НДРЄ)

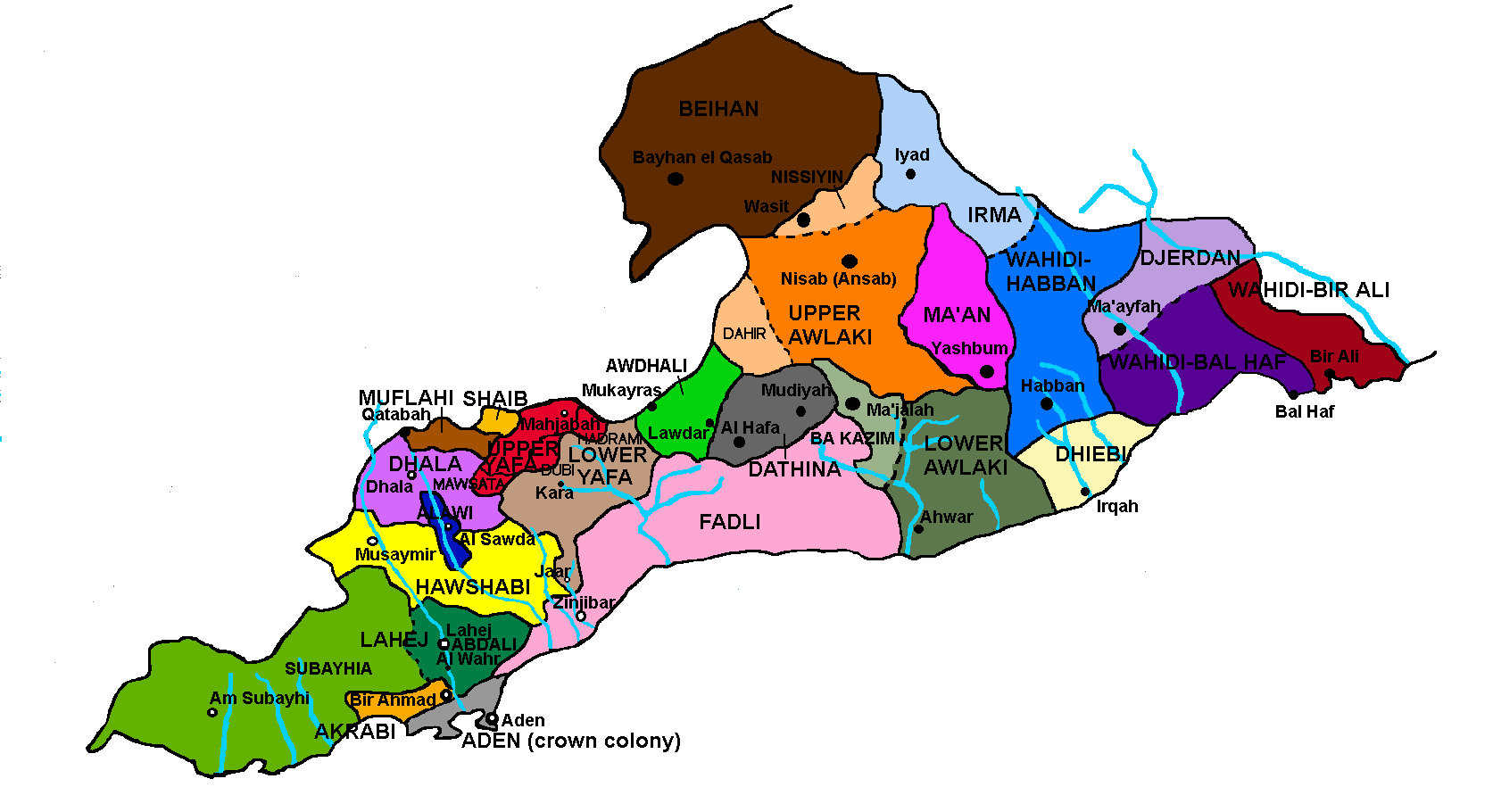
Поділ британського протекторату Аден

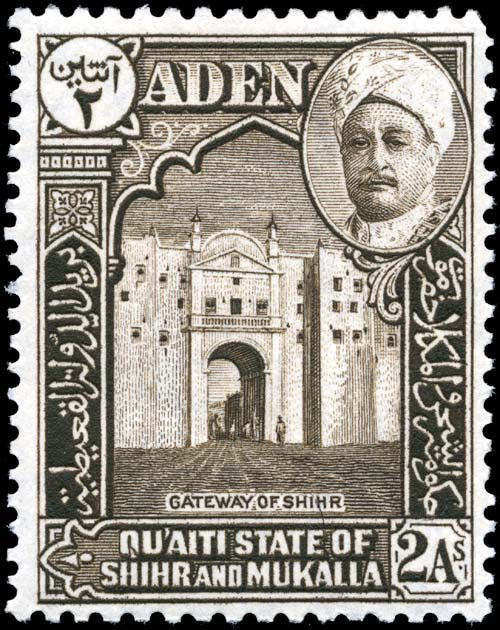
Поштова марка часів Аденського протекторату

Єгипетська революція в 1952 сприяла розвитку національного руху у протектораті Аден. З початком Суецької кризи 1956 ставлення в країні до Великої Британії різко погіршилося. Прагнучи реформувати неефективну систему управління в протектораті, Велика Британія уклала договір з шістьма своїми протекторатами про утворення Федерації арабських еміратів Півдня, перейменована в 1962 у Федерацію Південної Аравії. Наступного року до Федерації приєдналася колонія Аден. В 1965 році до її складу вже входило 17 племінних держав. Велика Британія, за умови збереження своєї військової бази в Адені, обіцяла надати новій державі незалежність до 1968. З точки зору лідерів Національного фронту звільнення окупованого півдня Ємену (НФ), а пізніше Фронту звільнення окупованого півдня Ємену (флоси), який підтримувався Єгиптом і базувався в ЄАР, це лише зміцнювало існуючу у країні колоніальну систему. Обоє угруповань почали збройну боротьбу проти Британії, але в середині 1960-х років повернули зброю один проти одного. У 1967 Єгипет вивів свої війська із Ємену, і незабаром НФ встановив повний контроль над колишнім протекторатом Аден. У той же час флоси продовжували проводити окремі операції з території ЄАР.
30 листопада 1967 року Велика Британія передала владу в країні у руки НФ. Британські війська залишили територію незабаром проголошеної Народної Республіки Південного Ємену. Президентом країни став представник НФ Кахтан Мухаммед аш-Шааб.
У червні 1969 аш-Шааб був зміщений зі свого поста революційної фракцією на чолі з про-радянськи налаштованим Абдель Фаттахом Ісмаїлом і про-китайски налаштованим Салемом Рубей Алі. Останній став головою новоствореної Президентської ради.
У 1970 було прийнято нову назву країни — Народна Демократична Республіка Ємен (НДРЄ). У 1975 Національний фронт об'єднався з лівими баасистами і марксистами в Об'єднану Політичну Організацію Національний Фронт (ОПОНФ).
У 1978 Салем Рубей Алі був зміщений (пізніше страчений). У цьому ж році главою держави (головою Президії Верховної народної ради) став Абдель Фаттах Ісмаїл, що уклав з СРСР договір про розміщення радянських збройних сил на території країни. ОПОНФ був перейменований в Єменську Соціалістичну Партію (ЄСП).
У 1980 Ісмаїл був зміщений і емігрував до СРСР, а його місце зайняв більш прагматичний Алі Насер Мухаммед. У 1986, після повернення Абдель Фаттаха Ісмаїла з СРСР, і його повернення до керівництва партії, в Адені спалахнули кровопролитні зіткнення, безпосередньою причиною яких став превентивний удар, нанесений Алі Насером Мухаммедом по прихильникам Ісмаїла на засіданні Політбюро ЦК ЄСП. Абдель Фаттах Ісмаїл і більшість інших керівників з числа прихильників жорсткої лінії були вбиті. Всього ж зіткнення забрали близько 10 тис. життів, проте врешті-решт прихильники Алі Насера Мухаммеда зазнали поразки і втекли до ЄАР. У жовтні 1986 головою Президії Верховної народної ради НДРЄ став Хейдар Абу Бакр аль-Аттас, але фактичним керівником країни був генеральний секретар ЦК ЄСП Алі Салім аль-Бейда.

## Об'єднання ЄАР і НДРЄ

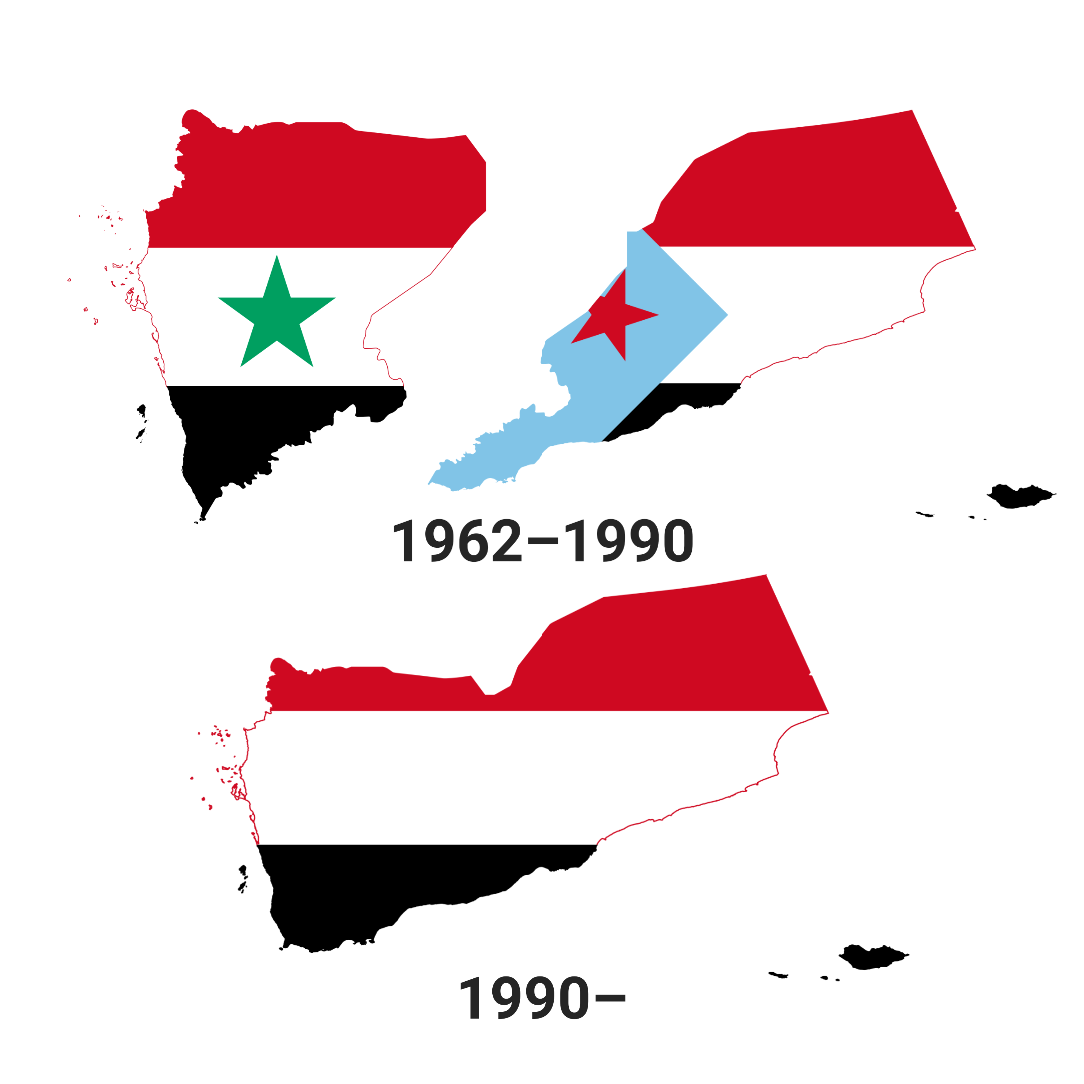

Відносини між двома єменськими державами залишалися напруженими аж до 1989. До 1982 НДРЄ підтримувала опозицію в ЄАР. Угода 1972 про об'єднання не була виконаною, а перспективи досягнення єдності країни були перекреслені зсувом Салема Рубей Алі і вбивством аль-Гашімі в 1978, які сталися протягом одного місяця, можливо, не без участі противників компромісу. Саудівська Аравія також перешкоджала зближенню двох єменських держав.
Плани об'єднання країни знову відродилися після двотижневої війни між ЄАР і НДРЄ у 1979. У 1981 був підготовлений проєкт єдиної конституції. У період правління в Адені Алі Насера Мухаммеда відносини між двома країнами знову поліпшилися. У результаті виникла загроза виступів радикалів, що спровокувало його нананести превентивний удар в 1986. Після громадянської війни в НДРЄ намітився поворот у бік прагматизму у зовнішній і внутрішній політиці, що підштовхнуло ЄАР розпочати новий раунд переговорів. Відносини між двома державами помітно покращилися після укладення угоди про співробітництво в травні 1988, в якому основна увага приділялася спільній розробці нафтових родовищ біля прикордонної зони. Наприкінці листопада 1989 було підписано угоду про об'єднання протягом року на основі проєкту конституції 1981. Далі події розвивалися стрімко, випереджаючи намічені плани, тому що знову виникла небезпека виступи прихильників жорсткої лінії в НДРЄ і фундаменталістів в ЄАР. Прискоривши процес об'єднання, лідери НДРЄ і ЄАР сподівалися зупинити скочування своїх країн до масових заворушень. У травні 1988 обидві держави створили вздовж кордону демілітаризовану зону, а 22 травня 1990 було оголошено про об'єднання ЄАР і НДРЄ і про початок 30-місячного перехідного періоду для об'єднання всіх політичних інститутів. Було обіцяно, що в кінці перехідного періоду буде проведено референдум і вибори.

## Сучасна історія Єменської Республіки з 1990

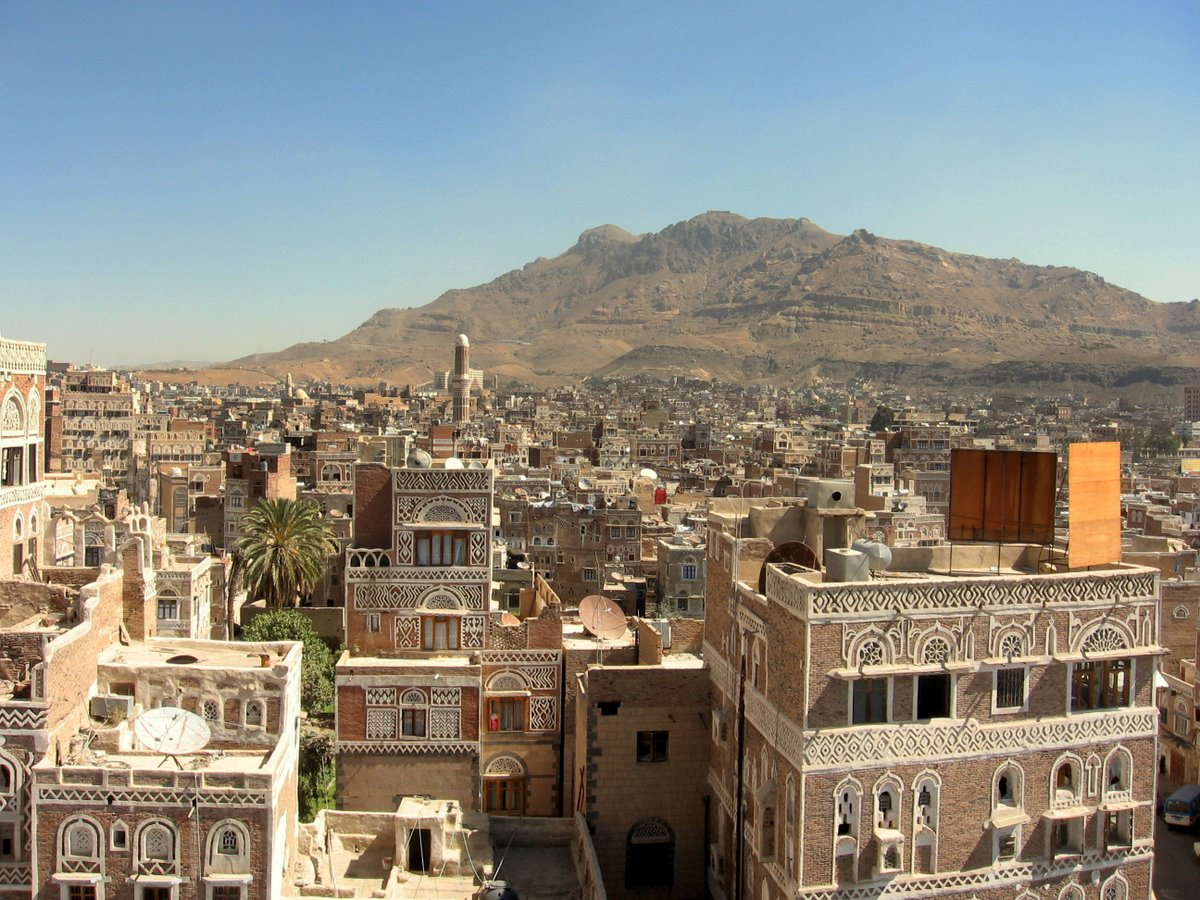
Сана (2007)

Першим головою перехідної Президентської ради, що складалась з 5 членів, був підполковник (пізніше генерал) Салех, його заступником — аль-Бейда з колишньої НДРЄ. Президентська рада сформувала тимчасовий дорадчий політичний орган у складі 45 членів (20 від Півдня і 25 від Півночі), до якого увійшли відомі племінні і релігійні лідери. Новим прем'єр-міністром став Абу Бакр аль-Аттас, колишній прем'єр-міністр НДРЄ. Була створена Консультативна рада у складі 301 члена, до якого увійшли 159 парламентаріїв колишньої ЄАР і 111 парламентаріїв колишньої НДРЄ, а також 31 новопризначений депутат, включаючи деяких діячів опозиції.
До вересня 1990 в країні було сформовано 30 нових партій — від лібералів до традиціоналістів і ісламістів (найвідомішим рухом є єменське об'єднання захисту реформ («Іслах»), до якого увійшли представники різних племінних і релігійних груп). У травні 1991 перед всенародним референдумом за нову конституцію республіки члени «Іслах» і «Братів-мусульман» (лідер шейх Абдель Хамід Зайдані) організували демонстрації, закликаючи до бойкоту референдуму на тій підставі, що в проєкті конституції недостатньо враховувалась роль ісламу. Тим не менше конституція, заснована на положеннях, схвалених керівництвом ЄАР і НДРЄ, була прийнята 15-16 травня 1991.
Спочатку вся повнота влади в Єменської республіці була зосереджена в руках невеликого числа керівників, зокрема президента Салеха. Загальнонаціональні вибори були проведені протягом перших двох місяців 1993. На 301 місце в Консультативну раду претендували приблизно 4730 кандидатів.
Загальний народний конгрес завоював 123 місця, «Іслах» — 62, Єменська соціалістична партія (ЄСП) — 56, інші місця зайняли незалежні кандидати. ЄСП отримала більшість своїх місць, перемігши в округах на території колишньої НДРЄ. За підсумками виборів 1993 чотири п'ятих місць у Раді міністрів отримали представники Півночі.
У 1994 в Ємені знову спалахнула громадянська війна. 21 травня колишні лідери НДРЄ оголосили про створення на півдні нового державного утворення — Демократичної Республіки Ємен. Яке щоправда проіснувало зовсім недовго — до червня 1994 року, після чого було придушене.
З 2004 року на північному заході Ємена існують загострення у відносинах між центральною владою і шиїтським населенням. Сторони неодноразово пропонували перемир'я, але кожного разу конфлікт відроджувався з новою силою.
- 19 травня 2010 року, президент Алі Абдула Салех оголосив про закінчення конфлікту.

## Заворушення в Ємені в 2011 році
З грудня по березень 2011 по країнах Близького сходу прокотилась хвиля масових заворушень проти диктаторських режимів, зокрема були повалені авторитарні режими у Тунісі та Єгипті, у Лівії спалахнула громадянська війна, хвиля демонстрацій перекинулась і на Ємен.
Заворушення в Ємені (2011) почалися з січня 2011 року.
Перша демонстрація з вимогою відставки президента країни Алі Абдалли Салеха, який до того часу перебував при владі 32 роки — з 1978 року, відбулася 22 січня..
27 січня на вулиці столиці країни міста Сани вийшли тисячі людей з вимогою відставки президента..
23 листопада 2011 року президент Салех в столиці Саудівської Аравії підписав Указ про передачу повноважень віце-президенту країни Абед Раббо Мансуру аль-Хаді — з четвертої спроби, три до цього провалювалися. Сам Салех отримав статус «почесного президента», до обрання нового голови держави, і заявив, що має намір покинути Ємен і виїхати в США на лікування.
24 грудня в Сані лояльні Салеху військові (під керівництвом його сина) відкрили вогонь по протестуючих, які вимагали суду над минулим президентом — щонайменше, 9 осіб загинули і 90 отримали поранення. Наступного дня Салех заявив, що має намір вирушити до США, щоб «надати можливість перехідному уряду національної єдності підготуватися до виборів».
9 січня 2012 року тимчасовий уряд Ємену схвалив законопроєкт про надання імунітету від судового переслідування від'їжджаючому президенту Алі Абдаллі Салеху. Згідно формальної процедури, законопроєкт повинен також отримати схвалення парламенту Ємену. Єменці обурені судовим імунітетом для Салеха. Засідання Палати депутатів з даного питання повинне було відбутися 11 січня, але під тиском демонстрантів було відкладено до суботи, 14 січня.
Вибори нового президента Ємену відбулися 21 лютого 2012 року. Новий президент Ємену Абдураба Мансур Хаді в суботу, 25 лютого, прийняв присягу, а урочиста церемонія інавгурації пройшла 27 лютого в Сані.

## Збройні зіткнення в 2015 році
В середині серпня 2014 хусити почали проводити в ряді регіонів країни масові демонстрації після того, як влада оголосила про скорочення субсидій на нафтопродукти, що призвело до зростання цін на бензин удвічі. Основною вимогою була відставка «корумпованого кабінету».
До середини вересня загострення пристрастей досягло свого піку, на околицях Сани почалися зіткнення протестуючих з силами безпеки. Уже через два дні хуситам вдалося зломити опір силових структур, захопити будівлі ряду держустанов і встановити свої блокпости.
17 січня в столиці невідомі викрали главу адміністрації президента Ахмеда Авада бен Мубарака. Він прямував до будівлі уряду, щоб взяти участь у запланованому засіданні, присвяченому проєкту конституції республіки. Є дані, що за викраденням стоять хусити.
19 січня 2015 року в результаті зіткнень, що спалахнули в столиці Ємена Сані, загинула одна людина, ще троє отримали поранення. Про це повідомила міністр інформації республіки Надія ас-Саккаф. «Напад на президентський палац — це спроба держперевороту», — підкреслила вона.
Бої між силами безпеки країни та шиїтськими повстанцями (хуситами) почалися в понеділок 19 січня вранці. Повідомляється про те, що бунтівники захопили будівлі державного інформаційного агентства країни САБА і супутникового телеканалу. В результаті бойових дій держустанови і посольства припинили свою роботу.
22 січня президент Хаді подав прохання про відставку. 5 лютого хусити заявили про розпуск палати представників і формування перехідної ради, що складається з 551 учасника з усіх провінцій Ємену, яка обере склад президентської ради.
26 березня опівночі саудівський король Салман бен Абдель-Азіз віддав наказ почати кампанію проти хуситів. Він має намір задіяти в Ємені 100 винищувачів і 150 тисяч військовослужбовців. Свою військову авіацію готові надати такі країни, як Об'єднані Арабські Емірати (30 винищувачів), Кувейт (15), Бахрейн (15), Катар (10) і Йорданія (6). Крім того, в кампанії беруть участь Єгипет і Пакистан, що направили в район Ємену ВМС і ВПС. Ці дві країни, а також Судан висловили готовність виділити на операцію проти хуситів сухопутні контингенти. З країн Перської затоки в операції не бере участь Оман. В результаті авіаударів коаліції є десятки жертв серед цивільного населення. Крім цього, міністри закордонних справ країн, що входять в Лігу арабських держав, обговорять 27 березня запит екс-президента Ємену Мансура Хаді на військове втручання проти шиїтських повстанців хуситів.
На сьогодні Ємен — найбідніша з арабських країн, рівень безробіття — 35 %, майже половина громадян країни живе менше ніж на 2 долари у день.